# Joseph Van den Gheyn

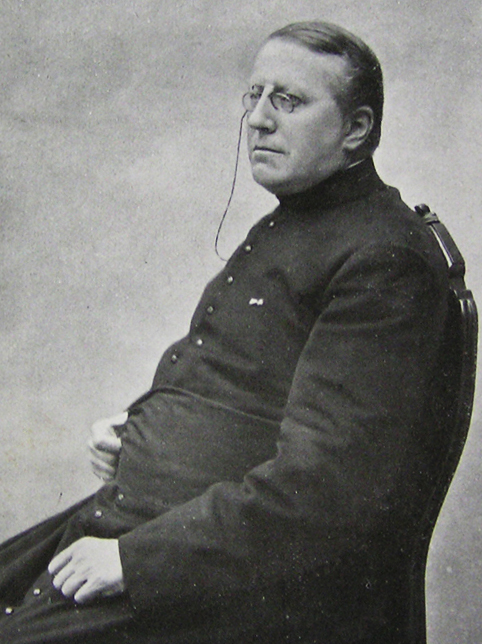
Joseph Van den Gheyn

Joseph Marie Martin Van den Gheyn (Gent, 25 mei 1854 - Brussel, 29 januari 1913) was een Belgisch jezuïet, priester, bollandist en bibliograaf.

## Biografie
Joseph Van den Gheyn stamde uit een familie van Mechelse klokkengieters. Hij was een achterkleinzoon van Matthias van den Gheyn, stadsbeiaardier en organist van de Sint-Pieterskerk in Leuven, en een broer van kanunnik en historicus Gabriel Van den Gheyn.
Hij liep school aan het Sint-Barbaracollege in Gent en ging op 27 september 1871 het jezuïetennoviciaat in Drongen in. Hij studeerde wijsbegeerte en theologie aan de Katholieke Universiteit Leuven en studeerde ook aan de jezuïetencolleges van Turnhout, Antwerpen en Brussel. In 1886 werd hij tot priester gewijd.
Van den Gheyns schreef verschillende artikelen in zowel Belgische als buitenlandse tijdschriften, waaronder Annales de la Société scientifique de Bruxelles, Bulletins de l'Académie royale de Belgique, Bulletins de la Société de géographie d'Anvers, Bulletin de l'Athénée oriental, Dublin Review, Journal of the Royal Asiatic Society en De Wetenschappelijke Nederlander. In 1885 werd verschillende artikels als Essais de mythologie et de philologie comparée uitgegeven. Hij schreef over verschillende onderwerpen, waaronder taal, cultuur, etnografie, geografie en mythologie. Als antropoloog was hij geïnteresseerd in menselijke rassen en ontwikkelde theorieën die later als grotendeels achterhaald werden beschouwd, met name over de Aziatische oorsprong van het "zwarte ras" en wat het Arisch ras werd genoemd.
Vanaf 1880 gaf hij les aan het Onze-Lieve-Vrouwecollege in Antwerpen en van 1982 tot 1983 aan het Sint-Michielscollege in Brussel.
Op 21 juni 1888 werd Van den Gheyn lid van de bollandisten. Hij werkte zeventien jaar mee aan de publicatie van de Acta Sanctorum (1888-1905) en leverde onder meer bijdragen aan het tweede deel van de Acta Sanctorum voor de maand november (Acta Sanctorum novembris). Tegelijkertijd doceerde hij van 1888 tot 1891 Sanskriet aan het Institut catholique de Paris in Frankrijk.
Hij werd vervolgens bibliograaf en schreef een monumentale handschriftencatalogus, die nog steeds in gebruik is. Deze catalogus werd zijn belangrijkste werk. In 1896 werd hij gevraagd het handschriftenkabinet van de Koninklijke Bibliotheek van België te leiden. Hij breidde de collectie manuscripten aanzienlijk uit en wijzigde de wijze waarop ze werden tentoongesteld. Op 2 juli 1909 werd Van den Gheyn hoofdconservator. In 1905 verliet hij tevens de bollandisten. Hij droeg ook bij aan verschillende kunsthistorische publicaties en organiseerde verschillende congressen in België en het buitenland, waarvan de bekendste de tentoonstelling van Vlaamse Primitieven in Brugge in 1903 was. Hij was ook medeoprichter van de Vereniging van Archivarissen en Bibliothecarissen van België.
In 1911 werd Van den Gheyn de eerste voorzitter van de Katholieke Vlaamsche Hoogeschooluitbreiding (KVHU). Vanwege ziekte was hij eind december 1912 echter genoodzaakt zijn functies neer te leggen. Een maand later overleed hij in zijn kamer in het Sint-Michielscollege in Brussel.
In 1889 werd hij lid van de Koninklijke Academie voor Oudheidkunde van België, waarvan hij in 1905 vicevoorzitter werd en in 1906 voorzitter. In 1911 ontving hij een eredoctoraat van de Katholieke Universiteit Leuven. Ook was Van den Gheyn erelid van de Koninklijke Academie voor Schone Kunsten van Antwerpen en ridder in het Franse Legioen van Eer.